# Lotta Lotass
Britt Inger Liselott Lotass, nota come Lotta Lotass (Gagnef, 28 febbraio 1964), è una scrittrice svedese. Ha debuttato nella scrittura nel 2000 con la pubblicazione di Kallkällan. Nel 2002 ha pubblicato una tesi di dottorato dedicata allo scrittore svedere Stig Dagerman. 
È stata eletta all'Accademia svedese il 6 marzo 2009 e ammessa il 20 dicembre 2009. È succeduta nel Seggio numero 1 all'avvocato Sten Rudholm, occupando tale seggio fino al 2018, quando ha dato le dimissioni.

## Opere
Ha pubblicato le seguenti opere.
- Kallkällan (2000)
- Aerodynamiska tal (2001)
- Friheten meddelad. Studier i Stig Dagermans författarskap (2002)
- Band II Från Gabbro till Löväng (2002)
- Tredje flykthastigheten (2004)
- skymning:gryning (2005)
- Samlarna (2005)
- Min röst skall nu komma från en annan plats i rummet (2006)
- Den vita jorden (2007)
- Arkipelag. Hörspel (2007)
- Dalén (2008)
- Den röda himlen (2008)
- Redwood (2008)
- Hemvist (2009)
- Sten Rudholm : inträdestal i Svenska akademien (2009)
- Speleologerna (2009)
- Den svarta solen (2009)
- Kraftverk (2009)
- Klar himmel (2010)
- Sparta (2010)
- Fjärrskrift (2011)
- Nya dikter (2011)
- Konungarnas tillbedjan (2012)
- Everest (2012)
- Mars (2013)
- Varia (2014)
- Örnen (2014)